# Laurier (Manitoba)
Pour les articles homonymes, voir Laurier.
Laurier est une ville du Manitoba située dans la municipalité rurale bilingue de Sainte Rose dans la province du Manitoba. Plus du tiers de ses habitants sont des Franco-manitobains.

## Histoire
La ville de Laurier s'est développée avec l'arrivée du chemin de fer à la fin du XIXe siècle. En 1897, elle prit le nom de Laurier en l'honneur du Premier ministre de l'époque Wilfrid Laurier.

## Géographie
Elle est située juste au Sud de la municipalité de Sainte-Rose du Lac. La superficie de Laurier est de 5,54 km2. 

## Démographie
En 2011, Laurier comptait 177 habitants au dernier recensement de la population contre plus de 200 au recensement précédent de 2006. 

## Éducation
L'enseignement est offert dans les deux langues selon les écoles permettant au tiers de ses habitants qui sont Franco-manitobains, de recevoir un enseignement en langue française. La ville de Laurier travaille en étroite collaboration avec les services éducatifs de la Division Scolaire Franco-Manitobaine et l'école Jours de Plaine accueille les élèves francophones de l'ensemble de la communauté rurale de Sainte Rose.